# Jurat ciutadà
El jurat ciutadà (en anglès: citizens' jury) és un comitè de persones elegides a l'atzar entre la població que debat sobre una qüestió política i elabora recomanacions per a les autoritats polítiques. Es tracta d'un mecanisme de participació ciutadana que permet involucrar la població en la formació de polítiques públiques i incrementa la legitimitat democràtica de les decisions institucionals.
Els membres del jurat s'elegeixen generalment de forma aleatòria i representativa, amb una mostra estratificada a partir del cens de població. En el procés deliberatiu reben informació d'expertes, testimonis i defensores dels diversos punts de vista. També debaten sobre els problemes i elaboren unes conclusions.

## Història
Els primers jurats ciutadans es van desenvolupar als Estats Units d'Amèrica i Alemanya als anys setanta. Peter Daniel va impulsar les cèl·lules de planificació a Alemanya (en alemany: planungzellen) des del Research Institute for Citizen Participation de la Universitat de Wuppertal. Mentrestant, Ned Crosby creava els jurats ciutadans des del Jefferson Institute dels EUA. Els jurats ciutadans que organitzava Crosby comptaven amb entre dotze i vint-i-quatre membres. Daniel en canvi solia organitzar jurats simultanis o en sèrie amb unes vint-i-cinc persones.

### Regne Unit
Des de la meitat dels anys noranta, al Regne Unit hi ha hagut un debat intens sobre els jurats ciutadans. En un context de preocupació per la falta de legitimitat dels mecanismes de presa de decisions i en constatar la ineficàcia d'altres mètodes de participació ciutadana, Anna Coote, John Stewart i Elizabeth Kendall van publicar el 1994 el primer llibre sobre jurats ciutadans al Regne Unit. A partir d'aleshores, l'Institute for Public Policy Research, el King's Fund i el Local Government Management Board van impulsar les primeres proves pilot, inspirades en els jurats ciutadans estatunidencs i alemanys. El govern laborista de Tony Blair va donar suport a aquesta nova forma de participació ciutadana. Des d'aleshores se n'han fet més de noranta en aquest estat, majoritàriament per part de les autoritats sanitàries locals i els ajuntaments.

## Característiques
Els jurats ciutadans han estat reconeguts com a mecanisme de legitimació democràtica, especialment, en àmbits en els quals les institucions que prenen les decisions no són electes, o bé, compten amb poca legitimitat democràtica per la baixa participació en les eleccions. De fet, els primers jurats ciutadans van ser organitzats per les autoritats sanitàries locals. Aquestes són responsables de decidir la despesa sanitària, però no són elegides democràticament.
Els jurats ciutadans destaquen també com a mecanisme local de presa de decisions. Involucren membres de la societat en aquells temes que els afecten directament, per la qual cosa són indicats en el disseny de polítiques públiques locals. Una altra de les característiques d'aquest jurats, és que no són liderats per la mateixa ciutadania (del tipus bottom-up), sinó que l'agenda del jurat té com a prioritats les qüestions que plantegen les autoritats. Això els fa especialment útils per aportar propostes a les decisions que aquestes han de prendre.
Alguns inconvenients que s'han assenyalat són el seu cost elevat i la dificultat de mesurar els seus resultats. Moltes de les recomanacions dels jurats són a llarg termini i, per tant, els efectes tarden en notar-se. També, les recomanacions dels jurats poden transcendir les competències de les autoritats que els convoca, la qual cosa dificulta la seva aplicació. Finalment, també pot ser qüestionat el jurat com a veritable representant de la ciutadania. Altres actors com càrrecs electes, investigadores o entitats cíviques poden dir que representen millor els interessos de la ciutadania. L'administració també podria recórrer a l'opinió d'un o altre actor polític segons quin reforçaria la idea que ja defensa.

## Efectes
En general, les administracions recullen les recomanacions dels jurats ciutadans i les incorporen en les seves decisions. Tant els observadors dels jurats com les autoritats receptores de les propostes han constatat la serietat i el rigor dels debats i la qualitat de les conclusions. Els jurats ciutadans han demostrat que els ciutadans corrents assumeixen la seva responsabilitat cívica i són capaços de prendre decisions col·lectives que han sigut molt útils per a les polítiques públiques.
Un efecte derivat dels jurats és la creació de confiança entre la ciutadania i les autoritats. Els participants s'adonen de les limitacions i dilemes que es troben les administracions i això deriva en una renovació de la confiança amb aquestes. Els membres del jurat també augmenten la confiança interpersonal i prenen més consciència de la seva comunitat local.